# Vi ber för varandra
Vi ber för varandra är en psalm med text skriven 1987 av Sören Janson och musik skriven 1987 av Bengt Eriksson.

## Publicerad i
- Segertoner 1988 som nr 484 under rubriken "Att leva av tro - Bönen".[1]